# Alberto Venzago
Alberto Venzago (geboren 10. Februar 1950 in Zürich) ist ein Schweizer Fotograf, Fotojournalist und Filmemacher.
Venzagos Fotoreportagen als concerned photographer zu Themen vom organisierten Verbrechen in Japan bis zur Revolution im Iran fanden internationale Anerkennung und wurden in Magazinen wie Life, The Sunday Times, Stern und Geo veröffentlicht. Mit Fotoessays und Filmen dokumentiert er kritisch das Weltgeschehen vom Zürcher Platzspitz über den Voodoo-Kult Benin bis zur Kinderprostitution in Manila.
Er arbeitete vier Jahre für Magnum Photos. Seine Arbeiten wurden mit renommierten Preisen geehrt, darunter der Robert Capa Award.

## Biografie
Venzago entstammt einem jüdischen italienisch-deutschen Elternhaus. Sein Bruder ist der Dirigent Mario Venzago.
Nach einem Studium der Heilpädagogik und gleichzeitigem Musikstudium begann er als Autodidakt in den 1970er-Jahren seine Karriere als Fotograf. 1971 emigrierte er nach Australien. In Warrabri, einem Reservat der Aborigines im Northern Territory, entstanden erste fotografische Arbeiten. Er begann 1973 seine professionelle Karriere mit der Realisation von Reportagen in Japan für Playboy. 1972 übersiedelte er in die USA. Ab 1976 fotografierte er für das Schweizer Magazin POP.
Venzago ist seit 2003 auch als Filmemacher tätig. Als Kameramann war Venzago an verschiedenen Produktionen beteiligt, darunter Trip to Asia (2007), ein Roadmovie mit Sir Simon Rattle und den Berliner Philharmonikern (Premiere Berlinale 2007). Im selben Jahr drehte er den Film Mein Bruder, der Dirigent über seinen Bruder Mario. Er arbeitete wieder als Kameramann an The Invisibles, einem von Javier Bardem produzierten Wim Wenders-Film über den Kongo (Premiere an der Berlinale 2008). Ein weiteres project war der film Voodoo – Mounted by the Gods (2003) und sein ein begleitendes Fotobuch. Das Buch wurde 2004 mit dem Deutschen Fotobuchpreis ausgezeichnet. Für seine Filmarbeit hat Venzago mehrere internationale Auszeichnungen erhalten, darunter Gold beim New York Film Festival für die Antirassismus-Kampagne der Schweizerischen Eidgenossenschaft sowie das EDI (2004, 2007, 2009), den wichtigsten Preis der Schweiz für Werbe-, Industrie- und Unternehmensfilme. Alberto Venzagos neuester Film, Gergiev - A Certain Madness, dokumentiert die Tournee des Mariinsky Orchesters 2010 und 2011 unter der Leitung von Valery Gergiev auf der Transsibirischen Eisenbahn. Er ist verheiratet und Vater einer Tochter.
Obwohl der Fotojournalismus einen grossen Teil seiner Karriere ausmacht, arbeitet er auch an anderen Projekten zwischen Film und Fotografie, Kunst und Kommerz.

## Publikationen und Kunstbuch-Projekte
- Nicaragua von innen. Konkret Literatur Verlag, Hamburg 1983, ISBN 978-3-922144-34-2.
- Szenen der Schweiz: Bilder aus einem Gelobten Land Text: Peter Höltschi Verlag Schaffhausen/Zürich Edition Stemmle 1986, ISBN 978-3-7231-0363-0
- Ten out of hundred and forty-four. Selected works from the Bank Julius Baer Collection Verlag: Orell Füssli Zürich 1986, ISBN 3-280-02022-0.
- Liebe zu Kaufen – Zehn Fotografen sehen die Prostitution. Edition Stemmle, Schaffhausen / Zürich / Frankfurt/M / Düsseldorf 1987, ISBN 3-7231-0360-3 (formal falsch).
- YAKUZA, Inside Report über die Japanische Mafia, Text: Kai Hermann Verlag: Rasch & Röhring, Hamburg 1990, ISBN 978-3-89136-365-2.
- YAKUZA, Ein Inside Report über die Japanische Mafia Text: Kai Hermann Verlag: Goldmann Taschenbuch, 1990, ISBN 3-442-11688-0.
- Werktag, Fischer Verlag 1993, ISBN 3-85681-302-0.
- Nahsehen: TeleZüri oder die Geschichte vom anderen Schweizer Fernsehen, Text Hugo Bigi, Verlag Wird, Zürich 2004, ISBN 3-85932-485-3.
- VOODOO: Mounted by the gods Vorwort: Wim Wenders Verlag: Prestel Publishing LTD, 2003, ISBN 3-7913-2983-9.
- A closer look UBS, Verbier Festival Orchestra James Levine, Martin E. Angstrom, UBS Publishing Sponsoring & Events, 2006.
- Bis dass der Tod mich scheidet, Gedichte: Peter Buser Vorwort: Martin Walser Verlag: Status Verlag, Esslingen 2019, ISBN 978-3-942924-25-2.
- SEDUCED BY THE DARKNESS, XXL SUMO BOOK in Zusammenarbeit mit Julia Fokina Eigenverlag als Kunstprojekt
- ALBERTO VENZAGO TAKING PICTURES-MAKING PICTURES, 2021Steidl/Diogenes ISBN 978-3-95829-597-1
- Wolfgang Beltracchi: Die Wiederkehr des Salvator Mundi, Herausgeber und Fotografie Alberto Venzago, 2023 Scheidegger & Spiess ISBN 978-3-03942-138-1

## Ausstellungen
- 1986 Basel, Mustermesse, Messehalle
- 1986 , Leica Galerie WestLicht, Wien
- 1990 Paris, FNAC: YAKUZA
- 1992 Zürich, Nikon Galerie, CHILD PROSTITUTION IN ASIA, YAKUZA
- 1993 München, Isarinsel, CHILD PROSTITUTION
- 1993 Zug, Altes Kunsthaus, CHILD PROSTITUTION
- 2004 Köln PHOTOKINA Visual Gallery: VOODOO (by STERN Magazine)[8]
- 2005 Scavi scalieri: The FNAC Collection: A Voyage through a century of Photography
- 2005 Zürich, Galerie Walu, African Fine Art: VOODOO[9]
- 2005 Haus der Völker «DIE MIT DEN GOETTERN TANZEN»[10]
- 2005 Instituto Svizzero, Rom
- 2005 FNAC, Verona
- 2005 Leica Galerie WestLicht, Wien
- 2005 Wien, Galerie Westlicht: «VOODOO: Mounted By The Gods»[11]
- 2006 BOGOTA Kolumbien: Fondo Cultural Suizo: VOODOO im Mapa Theatro
- 2006 Medellin, Colombia, VOODOO
- 2006 Zwillikon ARTISTART[12]
- 2006, Locarno, Ascona, Bienne, Sagamihara
- 2007 Rovereto, Bota Museum: A TOUT AFRICAN
- 2007 London, Broadgate Circus, SOUNDSCAPES with the London Symphony Orchestra[13]
- 2007, Shizuoka prefecture, Japan
- 2008 London, City of London Festival, Goldsmith Hall, Romanticism, Trip to Jungfrau with Text by Lord Byron.[14]
- 2009 Salzburg, LEICA GALERIE, Zeit-Sprung
- 2015 Salzburg: Salzburger Festspiele, DIE IM SCHATTEN STEHEN.[15]
- 2015 Salzburg: Die im Schatten sieht man nicht, In Zusammenarbeit mit den Salzburgern Festspielen und der Leica Galerie.[16]
- 2016 Zürich, Hammer Auktion, the return of VOODOO[17][18]
- 2017 Zürich, «Whispering Trees and True Stories»[19]
- 2017 Zürich, PHOTO17, ONE-SEDUCED BY THE DARKNESS[20]
- 2017 Salzburg, Rudolph Budja, ONE.SEDUCED BY THE DARKNESS mit Julia Fokina[21]
- 2018 Miami, ART MIAMI, Rudolph Budja, ONE-SEDUCED BY THE DARKNESS[22]
- Bern, Galerie Christina: ONE:SEDUCED BY THE DARKNESS[23]
- 2018 Zürich, Galerie Petra Gut Contemporary[24]
- 2021 Zürich: Alberto Venzago - Taking pictures-Making pictures, Museum für Gestaltung Zürich[25]
- 2023 Wetzlar: Alberto Venzago: Stylist der Wirklichkeit, Ernst Leitz Museum Wetzlar[26]
- 2023 Galerie Christine Brügger, Bern,  Beltracchi/Venzago, Die Wiederkehr des Salvator Mundi
- 2023: Galerie MOOS fine art, Herrliberg ZH, Switzerland: DO YOU DARE? The Photographs by Alberto Venzago.
- 2025: photo basel: Booth A4 Galerie MOOS fine art

## Preise (Auswahl)
- 1985 New York: ICP AWARD (also CAPA AWARD) for best photojournalism : IRAN:THE REVOLUTION among
- 1989 Art Directors Club Schweiz best Photography[27]
- 1997, New York film festival, silber
- 1998 Swissair Kampagne[28]
- 1998, New York film festival, gold
- 1990 Art Directors Club Deutschland für «YAKUZA, Japans Mafia» im STERN[29]
- 1992 Art Directors Club Deutschland für «Das Paradies der Sünder-Die Schweiz» im STERN
- 1998 SWISSAIR Kampagne[30]
- 1996 EKR (Eidgenössische Kommission gegen Rassismus) 1. Preis für Öffentlichkeitskampagne gegen Rassismus[31]
- 1997 Golden United Nation Award für Der Schöne Schein[31]
- 1998 1 Preis Art Directors Club Schweiz Der Schöne Schein[31]
- 2004 Deutscher Fotobuchpreis für VOODOO, MOUNTED BY THE GODS, Prestel Verlag[32]
- 2004, 2007, 2009 Gewinn des EDI, den wichtigsten Preis für Werbe- , Industrie- und Unternehmensfilme in der Schweiz.[33]
- 2020 Winner Spotlight Awards: People and Lifestyle[34]
- 2021 HALL OF FAME ADC Switzerland

## Filmografie
- 2003 VOODOO: MOUNTED BY THE GODS, Dokumentarfilm Regie und Kamera: Alberto Venzago, Produzent: Wim Wenders Musik: YELLO, Peter Scherrer, Jochen Schmidt-Hambrock Premiere: Filmfestival Toronto
- 2007 MEIN BRUDER DER DIRIGENT, Dokumentarfilm, Regie und Kamera: Alberto Venzago Produktion: Beat Lehrherr, Editing: Anouchka Malnovich
- 2007 TO EACH HIS OWN CINEMA: WAR IN PEACE Kamera: Alberto Venzago
- 2007 THE INVISIBLES: CONGO Regie: Wim Wenders, Produzent: Javier Bardem, Kamera: Alberto Venzago, Wim Wenders Premiere: Berlinale Berlin
- 2008 MYTHOS GOTTHARD: DER LETZTE STRECKENWAERTER Regie: Alberto Venzago, Kamera: Alberto Venzago, Klaus Vetter, Musik: Jochen Schmidt-Hambrock
- 2008 TRIP TO ASIA: THE QUEST FOR HARMONIE, Asientournee mit den Berliner Philharmonikern unter Sir Simon Rattle Kamera: Alberto Venzago, Anthony Dot Mantle, Premiere: Berlinale Berlin
- 2008 Goting against Fate, Dokumentarfilm, Kamera: Alberto Venzago
- 2009 Jagdzeit-Den Walfängern auf der Spur, Dokumentarfilm, Kamera: Alberto Venzago, Nomination für den Deutschen Filmpreis, beste Kamera Premiere: Filmfest München